# 한태윤
한태윤(1983년 10월 13일 ~ )은 대한민국의 배우이다.

## 출연 작품

### 드라마
- 여고시절 (2001년, SBS)
- 천년지애 (2003년, SBS)
- 서동요 (2005년, SBS)
- 못말리는 결혼 (2007년, KBS2) - 박상미 역
- 아가씨를 부탁해 (2009년, KBS2) - 이선주 역
- 대풍수 (2012년, SBS)

### 영화
- 도레미파솔라시도 (2008년) - 신소현 역
- 저스트 프렌즈 (2012년) - 민가영 역

### 텔레비전 프로그램
- 우짱난짱의 우리나리 (2000년, NTV)

## 저서
- 오디션 인생 (한국장로교출판사, 2010년 12월 20일 출간)